# GeoRSS
GeoRSS ist ein Standard, um mittels Web-Feeds eine Georeferenzierung zu übertragen.
GeoRSS kann dabei durch Erweiterung von RSS 1.0, RSS 2.0 oder Atom benutzt werden.

## Geschichte und Hintergrund
GeoRSS-Simple ist ein leichtgewichtiges Format, das nur Basisgeometrien (point, line, box, polygon) unterstützt und die typischen Anwendungsfälle für georeferenzierte Daten abdeckt.
GeoRSS-GML geht auf das GML-Format des Open Geospatial Consortiums (OGC) zurück und unterstützt eine breitere Palette von Geometrieobjekten als GeoRSS-Simple, insbesondere andere Koordinatensysteme als WGS84.
Es gibt auch eine Kodierung, die vom W3C eingebracht wurde, das zwar teilweise veraltet, aber sehr weit verbreitet ist.
GeoRSS dient auch informell als Erweiterung des W3C-Geo(punkt)-Vokabulars, indem es wichtige zusätzliche Arten von Positionen (Punkte, Linien und Grenzen) sowie andere Erweiterungsmöglichkeiten hinzufügt.
Im März 2007 wurde GeoRSS, zusammen mit KML, in die Google Maps API aufgenommen. Damit wolle man sicherstellen, dass es Benutzern ermöglicht wird, Daten in jedem Format zu erstellen und auf Google Maps hochzuladen.
Basierend auf RSS, gibt es folgende Standards:
- GeoRSS-Simple
- GeoRSS-GML

## Geometrie
Die geometrischen Formen, die zur Darstellung der Position in GeoRSS verwendet werden können, sind Punkt, Linie und Grenze.
Ein Punkt enthält ein einzelnes Koordinatenpaar. Das Koordinatenpaar enthält einen Breitenwert und einen Längenwert in dieser Reihenfolge. Die bevorzugte Serialisierung dieser Methode verwendet ein Leerzeichen, um die beiden Werte zu trennen.

### Linie
Eine Linie enthält zwei oder mehr Koordinatenpaare. Jedes Paar enthält einen Breitenwert und einen Längenwert in dieser Reihenfolge. Die bevorzugte Serialisierung dieser Methode verwendet ein Leerzeichen, um die beiden Werte zu trennen. Paare sind durch ein Leerzeichen voneinander getrennt.

### Viereck
Ein Viereck enthält genau zwei Koordinatenpaare. Jedes Paar enthält einen Breitenwert und einen Längenwert in dieser Reihenfolge. Die bevorzugte Serialisierung dieser Methode verwendet ein Leerzeichen, um die beiden Werte zu trennen. Paare sind durch ein Leerzeichen voneinander getrennt. Das erste Koordinatenpaar (untere Ecke) muss ein Punkt weiter westlich und südlich des zweiten Koordinatenpaares (obere Ecke) sein, und der Kasten wird immer so interpretiert, dass er die 180 (oder −180) Grad Längengrad-Linie nicht enthält, die nicht an seiner Grenze liegt, und den Nord- oder Südpol nicht enthält, außer an seiner Grenze. Ein Kasten wird in der Regel verwendet, um einen Bereich, in dem sich andere Daten befinden, grob abzugrenzen.

### Polygon
Ein Polygon enthält mindestens vier Koordinatenpaare. Jedes Paar enthält einen Breitenwert und einen Längenwert in dieser Reihenfolge. Die bevorzugte Serialisierung dieser Methode verwendet ein Leerzeichen, um die beiden Werte zu trennen. Paare sind durch ein Leerzeichen voneinander getrennt. Das letzte Koordinatenpaar muss mit dem ersten identisch sein.

### Codierung
Codiert werden die einzelnen Komponenten wie folgt.
GML:
Punkt <gml:Punkt> Punkt>
- Linie <gml:LineString>Zeichenkette
- Polygon <gml:Polygon> Polygon>
- Viereck <gml:Kuvert >

GeoRSS Simple:
- Punkt <georss:point> point>
- Linie <georss:line>
- Polygon <georss:polygon>>
- Viereck <georss:box>

## Vorteile
Die Vorteile von GeoRSS-Feeds liegen in den Möglichkeiten der geografischen Suche und Aggregation. Mit GeoRSS ist es möglich, nach allen geografischen Kriterien zu suchen, beispielsweise alle erdbebenrelevanten Gebiete innerhalb von 200 Kilometer rund um einen gewissen Standort.

## Beispiele
GeoRSS-Simple mittels Atom:
```
 
<?xml version="1.0" encoding="utf-8"?>

 
<feed
 
xmlns=
"http://www.w3.org/2005/Atom"

       
xmlns:georss=
"http://www.georss.org/georss"
>

   
<title>
Earthquakes
</title>

   
<subtitle>
International
 
earthquake
 
observation
 
labs
</subtitle>

   
<link
 
href=
"http://example.org/"
/>

   
<updated>
2005-12-13T18:30:02Z
</updated>

   
<author>

      
<name>
Dr.
 
Thaddeus
 
Remor
</name>

      
<email>
tremor@example.edu
</email>

   
</author>

   
<id>
urn:uuid:60a76c80-d399-11d9-b93C-0003939e0af6
</id>

   
<entry>

      
<title>
M
 
3.2,
 
Mona
 
Passage
</title>

      
<link
 
href=
"http://example.org/2005/09/09/atom01"
/>

      
<id>
urn:uuid:1225c695-cfb8-4ebb-aaaa-80da344efa6a
</id>

      
<updated>
2005-08-17T07:02:32Z
</updated>

      
<summary>
We
 
just
 
had
 
a
 
big
 
one.
</summary>

      
<georss:point>
45.256
 
-71.92
</georss:point>

   
</entry>

 
</feed>

```

GeoRSS-GML mittels RSS 2.0:
```
  
<?xml version="1.0" encoding="UTF-8"?>

  
<rss
 
version=
"2.0"

       
xmlns:georss=
"http://www.georss.org/georss"

       
xmlns:gml=
"http://www.opengis.net/gml"
>

    
<channel>

      
<link>
http://maps.google.com/
</link>

      
<title>
Cambridge
 
Neighborhoods
</title>

      
<description>
One
 
guy's
 
view
 
of
 
Cambridge,
 
MA
</description>

      
<item>

        
<guid
 
isPermaLink=
"false"
>
00000111c36421c1321d3
</guid>

        
<pubDate>
Thu,
 
05
 
Apr
 
2007
 
20:16:31
 
+0000
</pubDate>

        
<title>
Central
 
Square
</title>

        
<description>
The
 
heart
 
and
 
soul
 
of
 
the
 
"old"
 
Cambridge.
 
Depending
 
on
 
where
 
you

                 
stand,
 
you
 
can
 
feel
 
like
 
you're
 
in
 
the
 
1970s
 
or
 
2020.
</description>

        
<author>
rajrsingh
</author>

        
<gml:Polygon>

          
<gml:exterior>

            
<gml:LinearRing>

              
<gml:posList>

                
-71.106216
 
42.366661

                
-71.105576
 
42.367104

                
-71.104378
 
42.367134

                
-71.103729
 
42.366249

                
-71.098793
 
42.363331

                
-71.101028
 
42.362541

                
-71.106865
 
42.366123

                
-71.106216
 
42.366661

              
</gml:posList>

            
</gml:LinearRing>

          
</gml:exterior>

        
</gml:Polygon>

      
</item>

    
</channel>

  
</rss>

```

GeoRSS-Simple mittels RSS 2.0 nach W3C:
```
 
<?xml version="1.0"?>

 
<?xml-stylesheet href="/eqcenter/catalogs/rssxsl.php?feed=eqs7day-M5.xml" type="text/xsl"

                  media="screen"?>

 
<rss
 
version=
"2.0"

      
xmlns:geo=
"http://www.w3.org/2003/01/geo/wgs84_pos#"

      
xmlns:dc=
"http://purl.org/dc/elements/1.1/"
>

  
<channel>

     
<title>
USGS
 
M5+
 
Earthquakes
</title>

     
<description>
Real-time,
 
worldwide
 
earthquake
 
list
 
for
 
the
 
past
 
7
 
days
</description>

     
<link>
http://earthquake.usgs.gov/eqcenter/
</link>

     
<dc:publisher>
U.S.
 
Geological
 
Survey
</dc:publisher>

     
<pubDate>
Thu,
 
27
 
Dec
 
2007
 
23:56:15
 
PST
</pubDate>

     
<item>

       
<pubDate>
Fri,
 
28
 
Dec
 
2007
 
05:24:17
 
GMT
</pubDate>

       
<title>
M
 
5.3,
 
northern
 
Sumatra,
 
Indonesia
</title>

       
<description>
December
 
28,
 
2007
 
05:24:17
 
GMT
</description>

       
<link>
http://earthquake.usgs.gov/eqcenter/recenteqsww/Quakes/us2007llai.php
</link>

       
<geo:lat>
5.5319
</geo:lat>

       
<geo:long>
95.8972
</geo:long>

     
</item>

   
</channel>

 
</rss>

```

## Beispiele von GeoRSS-Implementierungen
Example feeds
- GeoNetwork opensource: Simple and GML-feeds.

Verwendung und Implementierung
- GeoPress (Memento vom 27. September 2007 im Internet Archive) WordPress and MovableType plugins zum Hinzufügen von GeoRSS in einem Blog.
- MapQuest (Memento vom 7. Februar 2010 im Internet Archive) MapQuest Embeddable Map using GeoRSS Feed

Open source projects
- Worldkit GeoRSS Simple und GeoRSS GML werden unterstützt.
- GeoServer

Produkte
- Cadcorp (Memento vom 11. Oktober 2010 im Internet Archive) (PDF; 162 kB) GeoRSS built into Cadcorp SIS.
- CubeWerx WFS (PDF; 242 kB) The new release of the CubeWerx OGC Web Feature Service product supports GeoRSS GML.
- Ionic/Leica Geosystems (Memento vom 28. September 2007 im Internet Archive) The use of GeoRSS in Ionic redSpider products
- Bay of Islands – Contains GeoRSS information about local accommodation
- MarkLogic Provides support for geospatial queries using GeoRSS/Simple markup.